# MATN1
Matrilin 1, cartilage matrix protein, conosciuta anche come MATN1, è una proteina che negli esseri umani è codificata dal gene MATN1

## Funzione
Il gene MATN1 codifica un membro del dominio A del fattore di von Willebrand (vWF) contenente la famiglia della proteina. Questa famiglia di proteine è ritenuta implicata nella formazione di reti filamentose della matrice extracellulare di vari tessuti. Mutazioni di questo gene sono state associate a una varietà di osteocondrodisplasie ereditarie.  

### Relazione con la scoliosi idiopatica
In uno studio del 2006, compiuto in collaborazione tra l'Università degli Studi di Bologna e l'Istituto ortopedico Rizzoli, tre polimorfismi di microsatelliti del gene MATN1, costituiti, rispettivamente, da 103, 101, e 99 coppie di basi, sono stati messi in relazione alla scoliosi idiopatica.